# Davud Yaqubi
Davud Yaqubi (* 17. Dezember 1982), auch in der Schreibweise David Yaqoubi oder David Yaqubi, ist ein ehemaliger afghanischer Fußballspieler auf der Position des Mittelfelds. Er war zuletzt für Concordia Hamburg und die Afghanische Fußballnationalmannschaft aktiv.

## Karriere

### Verein
Seine Vereinskarriere verbrachte Yaqubi in unterklassigen Vereinen in Deutschland. Ab 1999 stand er im Kader von Concordia Hamburg in der viertklassigen Oberliga Hamburg/Schleswig-Holstein. Nach nur einer Saison schloss er sich den Ligakonkurrenten SV Lurup aus dem Hamburger Stadtteil Lurup an. Hier etablierte Yaqubi sich als Stammspieler und bestritt 2001 bis 2003 insgesamt 65 Ligaspiele in dem ihn 11 Tore gelangen. 2004 kehrte er zu Concordia zurück und blieb dort bis zum Ende seiner Karriere im Jahr 2009 aktiv. Einen Vereinstitel konnte er während seiner Laufbahn allerdings nicht gewinnen.

### Nationalmannschaft
Yaqubi gehörte neben Omar Nazar, Najib Naderi, Farid Ahmadi und Bashir Ahmad Saadat zum Aufgebot der afghanischen Fußballnationalmannschaft bei der Südasienmeisterschaft 2003 in Bangladesch. Hier bestritt er am 12. Januar 2003 im zweiten Gruppenspiel  gegen die Auswahl von Indien (4:0) sein Debüt für die Löwen von Chorasa. Nur zwei Tage später absolvierte Yaqubi gegen die Mannschaft von Pakistan seinen letzten Einsatz im Trikot der Nationalmannschaft.